# Broedzorg

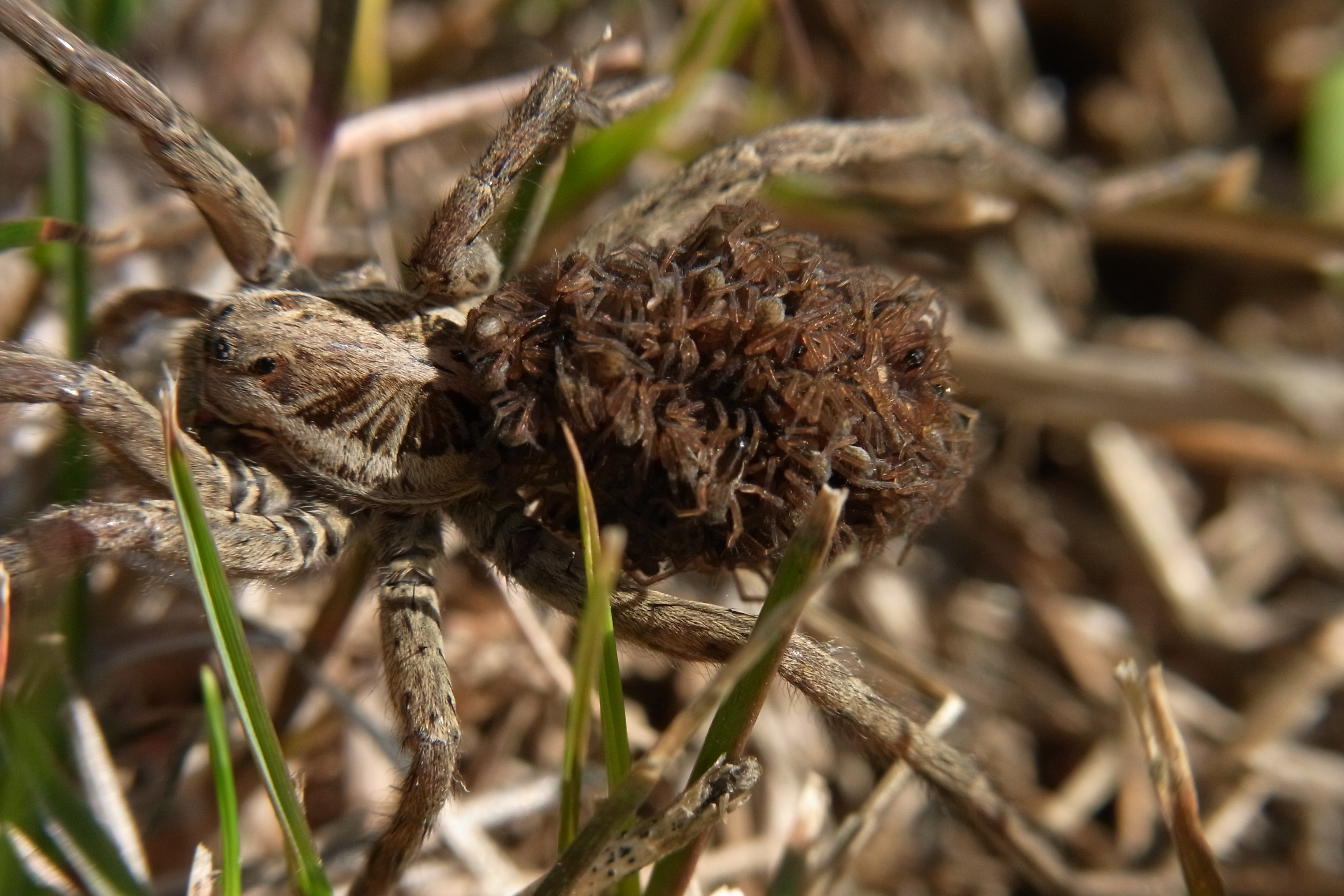
Wolfspin met jongen op de rug

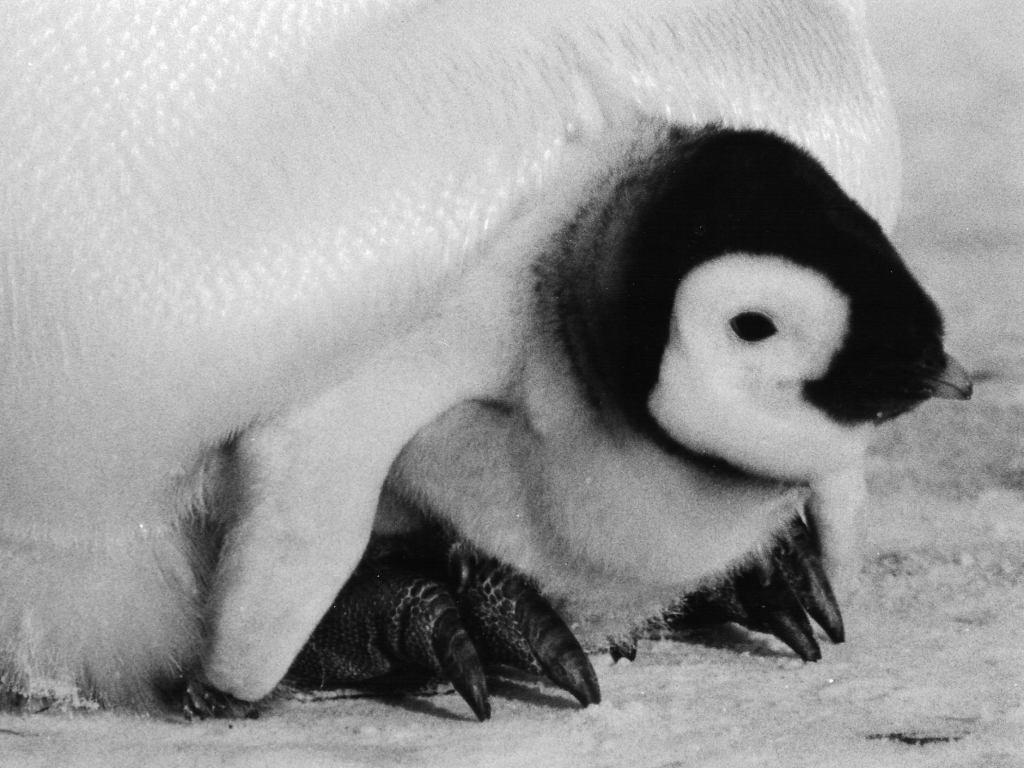
Kuiken in de buikvouw van de keizerspinguïn

Broedzorg is een verschijnsel uit het dierenrijk waarbij één of beide ouders op een bepaalde manier voor hun nageslacht zorgen. Deze zorg bestaat in diverse gradaties. Zoogdieren kennen vergaande broedzorg, hetzelfde geldt voor vrijwel alle  vogels, maar bij andere gewervelde dieren komt broedzorg minder vaak voor. De jongen, en in het geval van vogels ook de eieren, worden beschermd en verzorgd tot ze zelfstandig zijn.

## Diversiteit
Onder koudbloedige dieren komt broedzorg minder vaak voor. De eitjes worden na het leggen vaak aan hun lot overgelaten, en soms zelfs meteen opgegeten door beide ouders. Zo bestaan er diverse vormen van broedzorg, er zijn dieren die de eieren alleen op een beschermde, veilige plek leggen en daarna weer weg gaan, zoals veel schildpadden dat doen. Pythons beschermen de eieren en blijven erbij in de buurt, maar laten de jongen na het uitkomen aan hun lot over. Krokodillen gaan weer een stap verder en blijven hun nageslacht ook nog een aantal weken na het uitkomen van de eieren beschermen.
Ook sommige vissoorten kennen broedzorg, vooral cichliden en labyrintvisachtigen. Ook na het uitkomen van de eitjes worden de larfjes nog een tijdje bewaakt, tot ze zelf goed aan voedsel kunnen komen. Labyrinthvissen bouwen zelfs een klein nest van algen en stukjes waterplant. Kenmerkend voor vissen die broedzorg vertonen is dat deze vissoorten veel minder eitjes leggen dan de soorten die niet aan broedzorg doen. Dat is begrijpelijk omdat de overlevingskansen van de larven van broedverzorgende vissen veel hoger liggen.
Van de vele insectensoorten zijn de mieren en termieten bekende beoefenaars van broedzorg, al is de zorg daar de taak van de hele commune. Ook het vrouwtje van de mestkever beschermt haar legsel.
Bij zoogdieren is de moeder voor de broedzorg onmisbaar. Soms wordt de zorg voor jonge dieren door verschillende vrouwtjes geregeld. De broedzorg wordt bij vogels meestal door beide ouders uitgevoerd. Er zijn ook soorten waarbij alleen de vader of alleen de moeder zich om de jongen bekommert. Bij reptielen die broedzorg vertonen ligt de zorg meestal alleen bij de moeder. De stekelbaars is werkelijk geëmancipeerd, na het leggen van de eieren wordt het vrouwtje weggejaagd en zorgt het mannetje alleen voor het eitjes en na het uitkomen ook nog een tijd voor de jonge visjes.